# Mohammed Abdelmalek
Mohammed Sabah Abdelmalek (ar. محمد صباح عبد المالك;ur. 15 listopada 1987) – iracki zapaśnik walczący w obu stylach. 
Zajął siedemnaste miejsce na mistrzostwach świata w 2013. Ósmy na igrzyskach azjatyckich w 2014. Triumfator igrzysk panarabskich w 2011. Brązowy medalista mistrzostw Azji w 2013; piąty w 2014 i 2015. Wygrał mistrzostwa arabskie w 2010, 2012 i 2013. Mistrz Arabski juniorów w 2017 roku.